# 무성애
무성애(無性愛, 영어: asexuality)란 누구에게도 성적 끌림을 느끼지 않거나, 또는 성생활에 대한 관심이 적거나 완전히 없는 것을 말한다. 무성애를 자신의 정체성으로 삼는 이를 무성애자(無性愛者, asexual)라 한다.
영미권에서 asexual은 생물의 무성생식을 의미하기 때문에, 본 문서에서 지칭하는 무성애를 의미하는 용어로 한정하면 asexuality로 표기한다. 이는 성애의 결여로 이해되기도 하고, 또는 이성애, 동성애, 양성애와 같은 성적지향의 한 형태로 이해되기도 한다. 2004년 이루어진 연구에 따르면 영국 인구 중 1%가 무성애자였다.
무성애는 각 개인의 개인적 또는 종교적 신념에 의해 이루어지는 성적 행동인 순결이나 금욕과는 구분된다. 성적지향은 성적행동과 달리 지속적이다. 일부 무성애자는 성욕이나 성애가 결여되어 있음에도 여러 가지 이유로 성행위를 할 수 있다. 이러한 이유로는 호기심, 동반자를 만족시키기 위하여, 또는 자녀를 갖기 위하여 등이 있다.
무성애를 성적 지향의 한 형태로 받아들이고 과학적 연구의 대상이 된 것은 비교적 최신의 일로서, 사회학적, 심리학적 측면에서의 연구들이 발전하기 시작하고 있는 단계이다. 어떤 연구자들은 무성애가 실존하는 성적지향의 일종이라고 주장하는 데 비해, 어떤 연구자들은 동의하지 않는다.

## 정의

### 정체성과 관계
스스로를 무성애자로 정체화하는 사람들 사이에도 편차가 매우 크기 때문에, "무성애"의 정의는 매우 넓은 의미를 망라한다. 연구자들은 대개 무성애를 누군가에게 성적 끌림을 느끼지 못하거나 성적 욕구를 느끼지 못하는 것으로 정의하지만, 그 사이에서도 정의가 달라질 수 있다. "무성애자"란 “성욕 또는 성적 매력 감각이 매우 낮거나 부재하는 사람, 또는 성행위가 결여된 사람, 또는 비(非)성적 연애 관계만을 유지하는 사람, 또는 성욕과 성행위가 모두 결여된 사람”을 가리킬 수 있다.
무성애자 가시성 및 교육 네트워크(AVEN)는 무성애자를 “성적 매력을 경험하지 않는 사람”으로 정의하고, 일부 소수 사람은 자신의 성정체성에 대해 의문하고 탐구하는 과정에서 스스로를 무성애자로 생각할 수 있으며, 누군가 무성애자인지 여부를 알 수 있는 리트머스 시험지는 존재하지 않는다. 무성애는 다른 정체성들과 마찬가지로 사람들이 자신을 표현하는 것을 도와주는 낱말일 뿐이다. 만약 누군가 무성애자라는 말이 자신을 설명하기에 적합하다고 생각하게 된다면, 그것이 말이 되는 한 우리는 그들이 그 낱말을 사용하도록 독려한다고 말한다.
무성애자는 어떠한 성별에게도 성적 매력을 느끼지는 않으나, 일부는 순전한 연애 관계를 가질 수 있다. 스스로를 무성애자로 정체화하는 사람 중 일부는 자신이 성적 매력은 느끼지만 성행위 또는 스킨쉽(포옹, 손잡기 등)을 할 욕망 또는 필요성을 느끼지 않기에 그러지 않는다고 말한다. 한편 다른 무성애자는 포옹이나 손잡기 같은 스킨쉽은 한다고 한다. 일부 무성애자들은 욕구가 아닌 호기심으로 성행위를 한다고 한다. 어떤 이들은 자위행위는 하지만 어떤 이들은 그마저도 할 필요가 없다고 한다. 이처럼 무성애자라고 해도 스킨쉽과 연애에 대해서 느끼는 바가 각각 다를 수 있으므로, 연애 여부를 통해 누군가가 무성애자인지에 대한 여부를 알 수는 없다.
무성애자로 분류되는 지향성 중에는 상대와 깊은 유대감, 감정적 관계를 가지기 전까지 상대에게 성적/낭만적 끌림을 느끼지 않는 데미섹슈얼, 가끔, 희미하게 또는 약하게 성적/낭만적 끌림을 느끼는 그레이섹슈얼이 포함되어 있다.

### 성적지향과 원인론
<무성애를 말하다>(2012)에서 앤서니 보케트는 무성애의 상태가 보통 다음의 4가지로 나타난다고 말한다.
1. 성적인 매혹을 느끼지 않음
2. 지속적으로 성 충동이 결핍되어 있음
3. 성적 파트너와 배타적 관계를 유지하지 않음
4. 자신이 성행위의 주체라는 관념이 없음.

## 연구

### 성행위 및 성생활
모든 무성애자들이 성관계를 맺지 않는 것은 아니다. 단지 그 사람에 대한 호감이 생기지 않는 상태이기에 보통의 무성애자들은 단지 원나잇 상대 정도로만 생각을 하는 경우가 없잖아 있다.

### 인구

성적 지향에 대한 킨제이 척도.

대부분의 학자들은 무성애자가 전체 인구의 1% 이하를 차지할 정도로 드물다는 데 동의한다. 무성애는 새로운 종류의 인간 성 특성은 아니지만, 대중 담론의 영역에서는 비교적 새로운 측면이다. 다른 성적 특성에 비해 무성애는 과학계의 관심을 거의 받지 못했는데, 그 인구수가 다른 종류의 성적 지향을 갖는 인구에 비해 상당히 적은 것이 그 이유다. 가디언지의 S.E. 스미스는 무성애 인구가 과거에 없다가 현재에 갑자기 생긴 것이 아니라, 담론이 활성화됨에 따라 그 존재감이 더 드러나게 된 것이라고 말한다. 알프레드 킨제이는 이성애자에서 동성애자까지 0에서 6까지로 개인의 성적 지향을 범주화하여 킨제이 척도라는 것을 만들었다. 그는 또한 "사회-성적 접촉이나 반응이 없는" 개인을 위해 "X"라고 부르는 범주를 여기에 포함시켰다. 비록 현대에 이르러서는 이것이 무성애를 나타내는 것으로 이해되지만, 저스틴 J. 레밀러 등의 학자는 이것이 성적 끌림이 아닌 성적 행위의 부재를 강조한 것이라고 해석한다. 킨제이는 성인 남성 인구의 1.5%를 X로 분류했다.그의 두 번째 저서인 《인간 여성의 성적 행동》에서는 X의 비율이 미혼 여성에서 14%~19%, 기혼 여성에서 1%~3%, 이혼 여성에서 5%~8%, 미혼 남성에서 3%~4%, 기혼 남성에서 0%, 이혼 남성에서 1%~2%로 분석하였다.
1994년 영국의 한 연구팀이 에이즈의 대유행 이후 성 정보의 필요성에 자극을 받아 18,876명의 영국 거주민들을 대상으로 포괄적인 조사를 실시했을 때 무성애자 인구 통계가 처음으로 등장했다. 이 조사에는 성적 끌림에 대한 질문도 들어있었는데, 응답자의 1.05%가 '누군가에게 성적 매력을 전혀 느껴본 적이 없다'고 답했다. 이 현상에 대한 후속 연구는 2004년 캐나다의 성 연구자 앤서니 보가르트(Anthony Bogaert)에 의해 이루어졌다. 보개트는 영국 인구의 1%가 성적 끌림을 느끼지 못한다는 결과를 냈으나, 대략 30%의 사람들이 질문에 답변하기를 거부했기 때문에 실제로 무성애자로 범주화할 수 있는 인구는 이보다 더 많을 것이라고 생각했다. 성 경험이 적은 사람들은 성에 대한 설문조사에서 대답을 거부할 확률이 높으며, 성 경험이 적은 사람들은 무성애자일 확률이 더 높다는 사실을 감안할 때 무성애자의 비율이 과소평가되었다고 보는 것이 타당하다는 논리였다. 같은 연구에서 동성애자와 양성애자의 수는 전체 인구의 약 1.1%로 다른 연구보다 훨씬 적은 것으로 나타났다.
2000년부터 2001년까지의 Natsal-2 데이터를 기반으로 2013년에 발표된 아이켄(Aicken)등의 연구에서는 영국의 무성애자가 16세~44세 인구의 0.4%에 불과하다고 결론지었다. 이는 보개트의 연구 결과인 1%와는 대조적으로, 10년 전 같은 연령대에서 수집된 Natsal-1 데이터에서 결정된 0.9% 수치보다도 감소한 것이다. 보개트는 2015년에 새로운 연구결과를 발표했는데 그 결과 역시 이와 유사했다. 민족들마다 무성애자의 비율도 다르게 나타났다. 인도와 파키스탄의 사람들은 영국 사람들보다 무성애자 비율이 더 적었다.
2015년 YouGov는 1,632명의 영국의 성인들을 대상으로 킨제이 척도에 스스로를 범주화해보도록 하였다. 참가자의 1%가 무성애라고 답했으며, 그 비율은 남성에서 0%, 여성에서 2%, 모든 연령대에서 고르게 1%였다.

## 공동체
월드와이드웹과 소셜 미디어가 나타나면서 다양한 무성애자 공동체가 만들어졌다. 가장 잘알려진 것은 2001년 데이비드 제이가 설립한 무성애자 가시성및 교육네트워크(Asexual Visibility and Education Network; AVEN)이다.

### 무성애기

무성애의 프라이드 플래그

2009년 AVEN의 회원들은 샌프란시스코 프라이드 퍼레이드에서 처음으로 미국의 성소수자 공동체들 사이에 자신들의 존재감을 드러냈다. 2010년 8월에는 무성애에 대한 프라이드 플래그를 어떻게 디자인할 것인가에 대한 논쟁과 많은 논의 끝에, 인기 투표를 통해 우측의 깃발로 무성애기를 결정하였다. 최종 투표는 AVEN 외부인들을 대상으로 실시되었다. 기에 들어간 색은 이미 여러 문헌에서 제안된 적이 있던 색이었다. 기는 검은색, 회색, 흰색, 보라색의 네 가로줄로 구성되어있는데, 검은색 줄무늬는 무성, 회색 줄무늬는 무성과 유성 사이의 영역, 흰색 줄무늬는 유성, 그리고 보라색 줄무늬는 공동체를 의미한다.

## 종교
무성애와 종교 사이의 특별한 연관성은 아직 알려지지 않았다. 무성애는 종교인과 비종교인을 가리지 않고 동등한 비율로 나타난다. 그럼에도 불구하고 독신의 삶을 사는 성직자들 중에서는 무성애자의 비율이 상대적으로 더 높게 나타난다. 무슬림의 경우 기독교인들보다 무성애자 인구수가 더 높은 비율로 나타났다.
아직 대부분의 종교에서는 명확한 입장을 공표하지 않았는데, 무성애라는 용어가 실제로 적용되기 시작한 것이 얼마 되지 않은 것을 그 이유로 보기도 한다. 마태오의 복음서 19장 11절~12절에서 예수는 "처음부터 결혼하지 못할 몸으로 태어난 사람도 있고, 사람의 손으로 그렇게 된 사람도 있고 또 하늘 나라를 위하여 스스로 결혼하지 않는 사람도 있다"고 말한다. 성서해석학자들 중에서는 여기서 "처음부터 결혼하지 못할 몸으로 태어난 사람"에 성불구자 뿐 아니라 무성애자들도 포함하는 것으로 해석하는 사람들이 간혹 있다.

## 차별

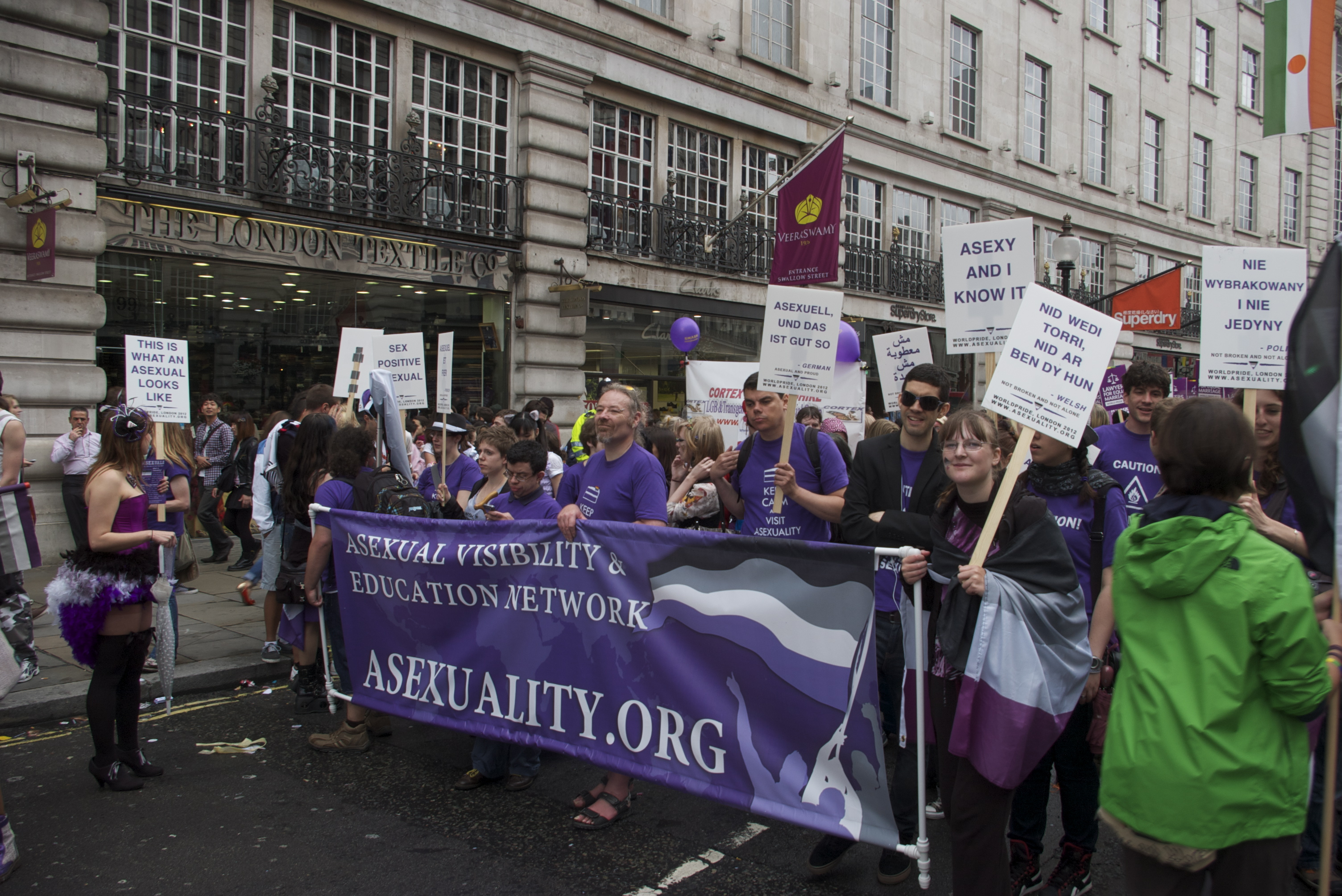
런던에서 무성애자들이 행진하고 있다.

2012년 한 저널에 발표된 연구에서는 무성애자가 동성애자, 레즈비언, 양성애자 등의 다른 성소수자보다 편견, 비인간화, 차별적 측면에서 더욱 부정인 평가를 받는다고 보고했다. 동성애자와 이성애자 모두 무성애자를 냉정할 뿐만 아니라 더 동물적이고 무절제한 사람으로 평가했다. 그러나 다른 연구에서는 무성애자들에 대해 심각한 차별이 이루어지고 있다는 증거는 발견할 수 없었다고 보고했다. 무성애 운동가이자 작가인 줄리 데커는 교정강간과 같은 성희롱과 폭력이 무성애자 공동체를 대상으로 빈번하게 일어난다고 주장했다. 사회학자 마크 캐리건은 무성애자가 종종 차별을 경험하는 것은 사실이지만, 그것은 혐오가 아니라 "사람들이 진정으로 무성애에 대해 이해하지 못하고, 그로 인해 사회적으로 소외되었기 때문"이며 중립적인 입장을 취한다.
무성애자에 대한 성소수자 공동체의 편견도 직면한다. 많은 성소수자들은 동성애자나 양성애자가 아닌 사람은 반드시 이성애자여야 하며, 종종 무성애자를 퀴어의 정의에서 배제해야 한다고 생각한다. 비록 성소수자 커뮤니티를 돕는 많은 유명한 단체들이 존재하지만, 이러한 단체들은 일반적으로 무성애자들과는 접촉하지 않고 이들에 대한 문헌도 출판하지 않는다. 무성애자 활동가 사라 베스 브룩스는 많은 성소수자들로부터 무성애자들이 자신의 자아 정체성에 착각을 일으켜 사회 정의 운동 내에서 부당한 관심을 구한다는 비난을 들었다고 증언했다. 반면 트레버 프로젝트와 국립 LGBTQ 태스크 포스와 같은 다른 LGBT 조직들은 그들이 이성애자가 아니기 때문에 퀴어의 정의에 포함될 수 있다는 이유로 무성애자들에게도 도움의 손길을 내민다. 이처럼 일부 단체들은 LGBTQ의 약자에 A를 추가하여 무성애자를 포함시키기도 하지만, 이는 여전히 일부 퀴어 단체에서 논란이 되고 있는 주제이다.
일부 사법권에서는 무성애자가 법적 보호를 받는다. 브라질은 1999년부터 국가 윤리강령을 통해 정신보건 전문가들에 의한 성적 지향의 병리화 및 전환 치료를 금지하며, 미국 뉴욕주는 무성애자들을 보호 계층으로 분류한다. 그러나, 무성애는 다른 성적 지향들에 비해서는 일반적으로 대중의 관심을 얻지 못한 까닭에 입법 논의도 아직은 그만큼 활발하지는 않다.

## 같이 보기
- 양성성
- 플라토닉 러브